# Phaseshifter
Phaseshifter è un album del 1993 del gruppo rock Redd Kross. Dall'album sono usciti tre singoli: Jimmy's Fantasy, Lady In The Front Row e Visionary. Crazy World è stato originariamente registrato da Frightwig.
L'album ha raggiunto la posizione 99 nella classifica ARIA degli album australiani nell'aprile 1994.

## Tracce
1. Jimmy's Fantasy – 3:45 (J. Mcdonald, S. McDonald, Bill Bartell, Eddie Kurdziel)
2. Lady in the Front Row – 3:20 (J. Mcdonald, S. McDonald, Kurdziel)
3. Monolith – 4:12
4. Crazy World – 4:30 (D. Chirazi)
5. Dumb Angel – 2:57 (J. Mcdonald, S. McDonald, Bartell, Roger Manning)
6. Huge Wonder – 5:02
7. Visionary – 4:04
8. Pay for Love – 4:13 (J. Mcdonald, S. McDonald, Gere Fennelly, Charlotte Caffey)
9. Ms. Lady Evans – 2:47
10. Only a Girl – 3:43
11. Saragon – 2:46
12. After School Special – 2:54 (J. Mcdonald, S. McDonald, Fennelly)
13. Any Hour, Every Day [bonus track on UK/Japanese/Australian CD]